# Tarajos szirtimadár
A tarajos szirtimadár (Rupicola rupicola) a madarak (Aves) osztályának verébalakúak (Passeriformes) rendjébe, ezen belül a kotingafélék (Cotingidae) családjába tartozó faj.

## Rendszerezése
A fajt Carl von Linné svéd természettudós írta le 1766-ban, a Pipra nembe Pipra rupicola néven.

## Előfordulása
Dél-Amerika északi részén, Brazília, Francia Guyana, Guyana,  Kolumbia, Suriname és Venezuela területén honos. Természetes élőhelyei a szubtrópusi vagy trópusi síkvidéki és hegyi esőerdők. Állandó, nem vonuló faj.

## Megjelenése
Testhossza 32 centiméter. A hímnek rikító narancssárga tollazata van, szárnyán fekete-fehér szegéllyel, felálló bóbitáját finom sötét szalag szegélyezi. Rövid, erős csőrét szinte teljesen befedi a bóbitája. A tojó tollazata matt barna, nincs felálló bóbitatolla.
|  |

## Életmódja
Magányosan keresgéli gyümölcsökből és rovarokból álló táplálékát.

## Szaporodása
A költési időszak főleg február–július között van. A hímek csoportos udvarló táncot mutatnak be. A fészekaljban általában 2, sötét foltos fehér tojás található. A tojásokon a tojó 19–28 napig kotlik. A fiatal madarak 21-44 naposan válnak röpképessé.

## Természetvédelmi helyzete
Az elterjedési területe rendkívül nagy, egyedszáma pedig stabil. A Természetvédelmi Világszövetség Vörös listáján nem fenyegetett fajként szerepel. A madárkereskedelem céljából befogják.